# Mesosemia bella
Mesosemia bella är en fjärilsart som beskrevs av Sharpe 1890. Mesosemia bella ingår i släktet Mesosemia och familjen Riodinidae. Inga underarter finns listade i Catalogue of Life.